# John Dillinger
John Dillinger   (Indianàpolis i Brightwood, 12 de juny de 1903 - Chicago i Biograph Theater, 22 de juliol de 1934), nascut John Herbert Dillinger, va ser un assaltant de bancs dels Estats Units, considerat com una de les icones de la cultura popular en aquest país.
La seva fama es deu a la idealització dels seus procediments com a lladre i a la manera fàcil en què escapava de la policia. Les seves actuacions, juntament amb les d'altres assaltants de l'època, com Bonnie i Clyde o Kate "Ma" Baker, cridaren l'atenció de la premsa nord-americana i els seus lectors durant la dècada de 1930. La seva popularitat l'ha convertit en llegenda, malgrat haver estat un dels lladres més buscats del seu temps.

## Biografia
Va néixer el 22 de juny de 1903 a Indianapolis, Indiana. Els seus pares van ser John Wilson Dillinger (1864-1934) i la primera esposa, Mary Ellen Lancaster (1860-1907). Va allistar-se a l'Armada dels Estats Units, però va desertar al cap de pocs mesos i va ser donat de baixa sense honra militar. Va tornar a Indiana, on es va casar el 12 d'abril de 1924 amb la seva dona, Beryl Ethel Hovious (de tan sols 16 anys). No obstant això, va tenir dificultats per aconseguir treball i el seu matrimoni es va desfer i es divorcià el 20 de juny de 1929.
Una nit de 1924, un criminal que era amic de Dillinger, anomenat Ed Singleton, el va convèncer de col·laborar en l'assalt a un conegut botiguer de la localitat, anomenat Frank Morgan. La policia els va capturar després de l'assalt. Singleton va contractar un advocat per a apel·lar la seva sentència, rebent només dos anys de presó, mentre que el mateix Dillinger, que no va poder comptar amb representació legal, va ser condemnat i enviat a complir nou anys de presó.
En la presó, va ser un membre destacat de l'equip de beisbol, jugant tan bé que es va arribar a comentar que en condicions regulars hagués pogut arribar a ser un jugador professional.

### Inicis

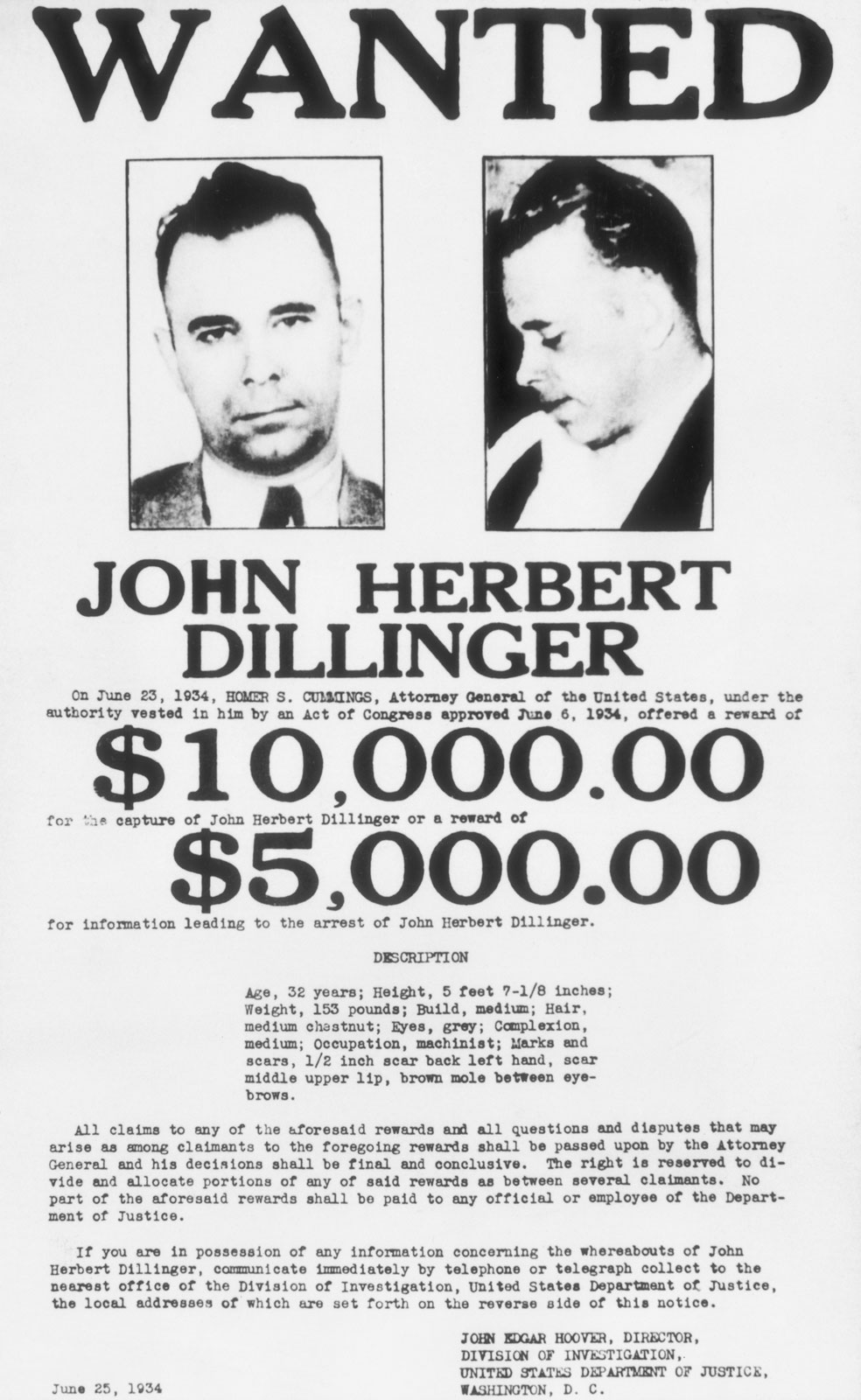
Cartell de "Es Busca" de John Dillinger

Dillinger durant la seva estada a la presó aprengué dels seus companys els mètodes per robar bancs. Al costat de diversos d'ells va planejar alguns atracaments, sobretot quan es reunien durant les seves tasques a la bugaderia de la Presó de l'estat d'Indiana. Alguns membres de la seva primera banda van ser Harry Pierpont, Russell Clark, Charles Makley, Walter Dietrich i John “Red” Hamilton.
Els seus majors delictes es van cometre a partir de maig de 1933, quan va sortir en llibertat condicional després de complir vuit anys i mig de condemna. Al cap de poc temps, robà un banc a Bluffton, Ohio. La policia el va arrestar el 22 de setembre, i va ser internat a la presó estatal d'Ohio, a l'espera del judici.
Quatre dies després, alguns amics de Dillinger (Harry Pierpont, Russell Clark, Charles Makley i Harry Copeland) que havien escapat de la Presó de l'estat d'Indiana, es van presentar duent uniformes davant el sheriff Jessie Sarber de la presó de Lima, fent-se passar per agents que volien endur-se al pres de tornada al penal d'Indiana. El sheriff no els va creure i quan els va demanar les seves credencials, un dels criminals va treure la seva arma i li va disparar. Després van prendre les claus, van alliberar a Dillinger de la seva cel·la i van tancar a l'esposa del sheriff en una altra, per a després fugir.
Encara que cap d'aquests criminals havia violat específicament cap llei federal, es va requerir a l'FBI la seva assistència per a identificar i localitzar-los. Després que la Divisió d'Identificació de l'FBI confirmés la identitat dels delinqüents per les seves empremtes digitals, va començar la seva recerca per a la captura.
Mentrestant la banda de Dillinger aconseguia efectuar diversos robatoris a bancs. En aquests atracaments hi havia molt pocs morts -en alguns casos cap- i el públic que llegia les notícies als diaris, molests amb els banquers pels efectes recessius de la Gran Depressió, va començar a idealitzar a Dillinger com un lladre justicier i amb notable estil personal. Fins i tot els números del grup semblaven ser discrets quant a la violència utilitzada en els seus robatoris, malgrat que després del rescat del seu líder, van sostreure tot un arsenal d'armes de la policia d'Auburn a Indiana. Després, el 14 de desembre, John Hamilton, un dels seus membres, va disparar i va matar a un detectiu a Chicago. Un mes després, durant un tiroteig, la banda va matar a l'oficial de policia William O'Malley en el robatori al Primer Banc Nacional De l'Est De Chicago, a Indiana.
La banda es va traslladar posteriorment a Florida, i subseqüentment, a Tucson, Arizona. Allí, el 23 de gener de 1934, va ocórrer un incendi en l'hotel Historic Hotel Congress on Clark i Makley s'amagaven utilitzant noms falsos. Els bombers van reconèixer als homes per les seves fotografies, i un policia local els va arrestar, igual que a Dillinger i a Harry Pierpont. Se'ls van trobar diverses armes i més de 25.000 dòlars en efectiu, que representaven una fortuna per a l'època, part del robatori al Banc a Chicago.
Dillinger va ser dut a la presó de Crown Point, Indiana, a l'espera del seu judici per l'assassinat del policia O'Malley, mort en el tiroteig del robatori al Banc de l'Est de Chicago. Les autoritats van presumir molt que la presó era a prova de fugides, però el 3 de març de 1934, Dillinger va utilitzar un dels seus trucs per a escapar. Va tallar un objecte en forma de pistola d'un material encara sense especificar i engatussar als guàrdies de la presó perquè li obrissin la cel·la i poder fugir, després de tancar als seus custodis. Aquest fet li va abrevar més el camí a la fama.
Dillinger va escapar en el cotxe de la sheriff Lillian Holley, un Ford V8. La premsa va fer mofa d'aquesta acció i va publicar titulars on es burlaven de la sheriff Holley, la qual cosa va augmentar la popularitat del lladre. No obstant això, el pròfug va creuar la línia estatal divisòria d'Indiana-Illinois en el cotxe robat, violant així una llei federal i involucrant a l'FBI en la seva captura.
Mentrestant, Pierpont, Makley i Clark, van ser retornats a la presó d'Ohio i sentenciats per l'assassinat del sheriff d'Ohio. Pierpont i Makley van ser sentenciats a mort, i Clark a cadena perpètua. Però en un intent d'escapada, Makley va ser mort i Pierpont va sofrir una ferida. Un mes després, Pierpont es va recuperar suficient per a ser executat.

### La Segona Banda
A Chicago, Dillinger es va reunir amb la seva xicota, Evelyn Frenchette i es va associar amb Homer Van Meter, Lester Joseph Gillis (Baby Face Nelson), Eddie Green i Tommy Carrol, entre d'altres. Amb aquesta segona banda també va aconseguir dur a terme grans robatoris de diners als bancs.
L'FBI va seguir la pista de la banda i el 3 d'abril, en un enfrontament van ser ferits Eddie Green i el mateix Dillinger. Aquest últim va aconseguir escapar, però Green va morir vuit dies després en un hospital.
Després de l'enfrontament amb l'FBI, Dillinger i la seva xicota Evelyn se'n van anar a Mooresville, Indiana, on van romandre a la casa del seu pare i del seu germanastre, fins que es curés la seva ferida. Després Evelyn se'n va anar a Chicago a visitar a un amic i allí l'FBI va aconseguir detenir-la. La van sentenciar a una multa de 1.000 dòlars i dos anys en presó.
Al cap de poc, Dillinger es va tornar a reunir amb els seus companys i es van refugiar en un petit lloc anomenat Little Bohemia Lodge. La banda tenia vigilat tot el que succeïa allí, però així i tot no van poder evitar que algú donés avís a l'FBI, que va arribar al lloc i sense poder sorprendre el grup es van enfrontar amb ells a trets. Babe Face Nelson va matar a l'agent W. Carter Baum i tots els membres de la banda van fugir en diverses direccions, despistant als agents.
Per a l'estiu de 1934, Dillinger va tornar a Chicago sota el nom de Jimmy Lawrence. Va aconseguir un lloc de treball i va trobar una nova xicota, anomenada Polly Hamilton, que no tenia coneixement de la seva veritable identitat. En una gran metròpoli com Chicago, Dillinger va poder dur una vida anònima per un temps.

### Mort

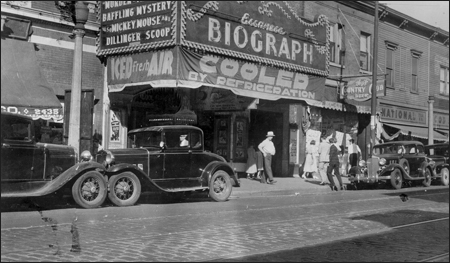
Fotografia de l'FBI del Biograph al 1934, poc després de la mort d'en Dillinger.

L'últim dia de la seva vida va ser el 22 de juliol de 1934, quan va assistir a veure la pel·lícula Manhattan Melodrama protagonitzada per Clark Gable, una pel·lícula sobre gàngsters. Va assistir al Biograph Theater acompanyat de la seva xicota Polly Hamilton i d'una tal Ana Sage (el veritable nom de la qual era Ana Cumpanas), que era originària de Romania i estava enfrontant càrrecs de deportació per obrir un bordell. Sage treballava de manera encoberta en coordinació amb l'agent especial Melvin Purvis, de l'FBI, amb qui havia acordat que, a canvi d'ajudar a la captura del lladre, evitaria la deportació.

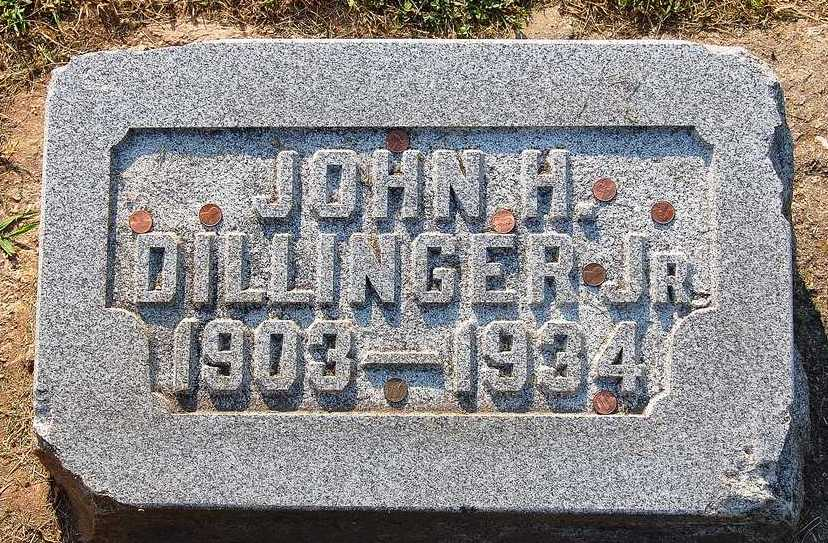
Tomba a Crown Hill Cemetery, Indianapolis, Indiana.

A les 22:30, Dillinger va sortir del recinte acompanyat de les dues dones flanquejant-lo. Prèviament Sage havia donat avís a l'FBI, i Purvis vigilava l'entrada del lloc. Quan el grup va sortir caminant, Purvis va encendre un cigarret per a donar el senyal als seus homes d'apropar-se. Dillinger ràpidament es va adonar del que succeïa i va actuar instintivament. Va treure una pistola de la seva butxaca dreta i va córrer pel carrer, va girar per a introduir-se en un carreró mentre tres agents de l'FBI li disparaven cinc trets, tres dels quals van encertar el cos de Dillinger. Després de rebre un tret precís en el cap, va caure abatut al terra del carreró, de bocaterrosa. A les 22:50, John Dillinger va ser declarat mort en una petita cambra de l'hospital Alexian Brothers Hospital.
Malgrat que Ana Sage el va lliurar a les autoritats tal com havia promès, va ser deportada al seu país natal, Romania, el 1936, on va romandre fins a la seva mort, onze anys després.
Dillinger va ser enterrat en el Cementiri de Crown Hill (Secció: 44 Lot: 94) a Indianapolis, Indiana. La seva tomba ha estat objecte de diversos actes realitzats per persones que roben peces per a dur-se-les com a souvenirs.

## Icona de la cultura popular
La crisi ocasionada per la Gran Depressió de 1929 va derivar en la fallida de diversos bancs, que va perjudicar la gent treballadora, la qual hi tenien els seus estalvis invertits, i acabant perdent l'esforç de tota una vida. La inestabilitat econòmica va motivar la desconfiança en les entitats financeres, que no oferien cap solvència. Aquesta situació que va afectar mundialment a totes les nacions va afavorir el sorgiment de gàngsters i bandolers en els Estats Units.
L'entorn social de rancor i desconfiança va provocar l'animadversió cap als banquers, per la qual cosa la gent va traslladar el seu odi i molèstia, reflectint-los en la satisfacció que sentien pels lladres de bancs, com John Dillinger. Les víctimes mortals dels seus robatoris eren molt poques, i només es tractaven de figures de l'autoritat, mai civils innocents.
Al pas dels anys, Dillinger ha sobreviscut com el mite d'un rebel venjador, reivindicat més pel poder social cap a l'autoritat, que per la seva nul·la contribució al poble. La seva mort tan jove (tot just 31 anys), les seves escapades, la seva estampa viril, el seu agrest atractiu sexual i la seva aparent i idealitzada neteja delictiva -en permetre's tan poques morts-, han guanyat un lloc dintre de la cultura popular.

## Llegat
John Dillinger ha estat representat en diverses oportunitats en el cinema, l'última caracterització va estar a càrrec de Johnny Depp en el film Enemics Públics, en la qual actuà a més Christian Bale (interpretant a Melvin Purvis) i Marion Cotillard (Interpretant a la xicota de Dillinger, Evelyn Frenchette).
També se l'ha nomenat en diverses pel·lícules com en la La fugida quan Doc McCoy (interpretat per Steve McQueen) parla de Dillinger amb un company mentre planejen un asalt a un banc.